# Mat (groeivorm)

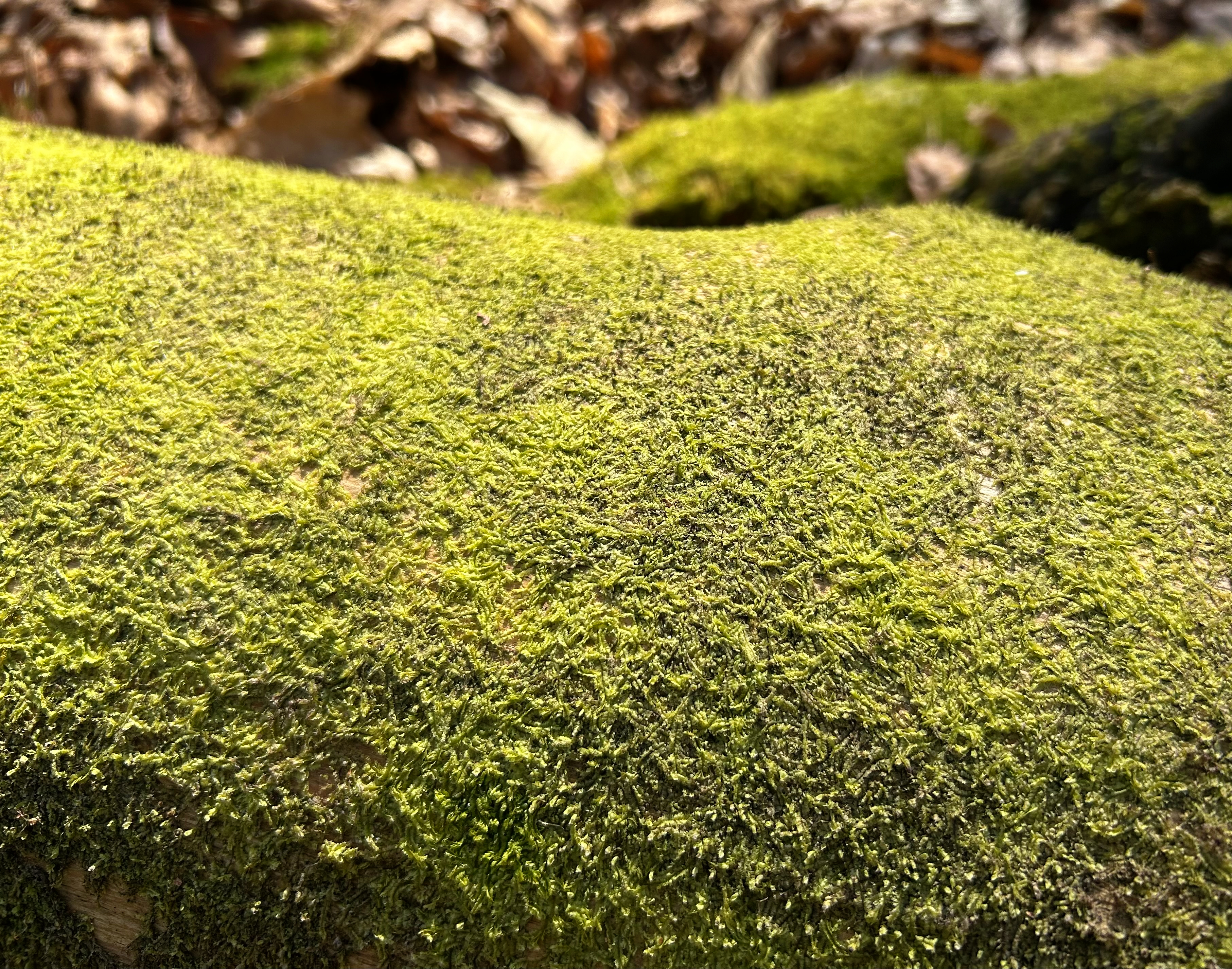
Dood hout begroeid met een dunne mat van gedrongen kantmos en gewoon kantmos.

In de beschrijvende plantkunde wordt met een mat een groeivorm bedoeld waarin alle stengels, takken of andere vertakkende structuren liggen of kruipen in (min of meer) eenzelfde vlak, of in op elkaar liggende vlakken. In vegetatie bereiken matvormende soorten vaak een hoge bedekking.

## Fotogalerij

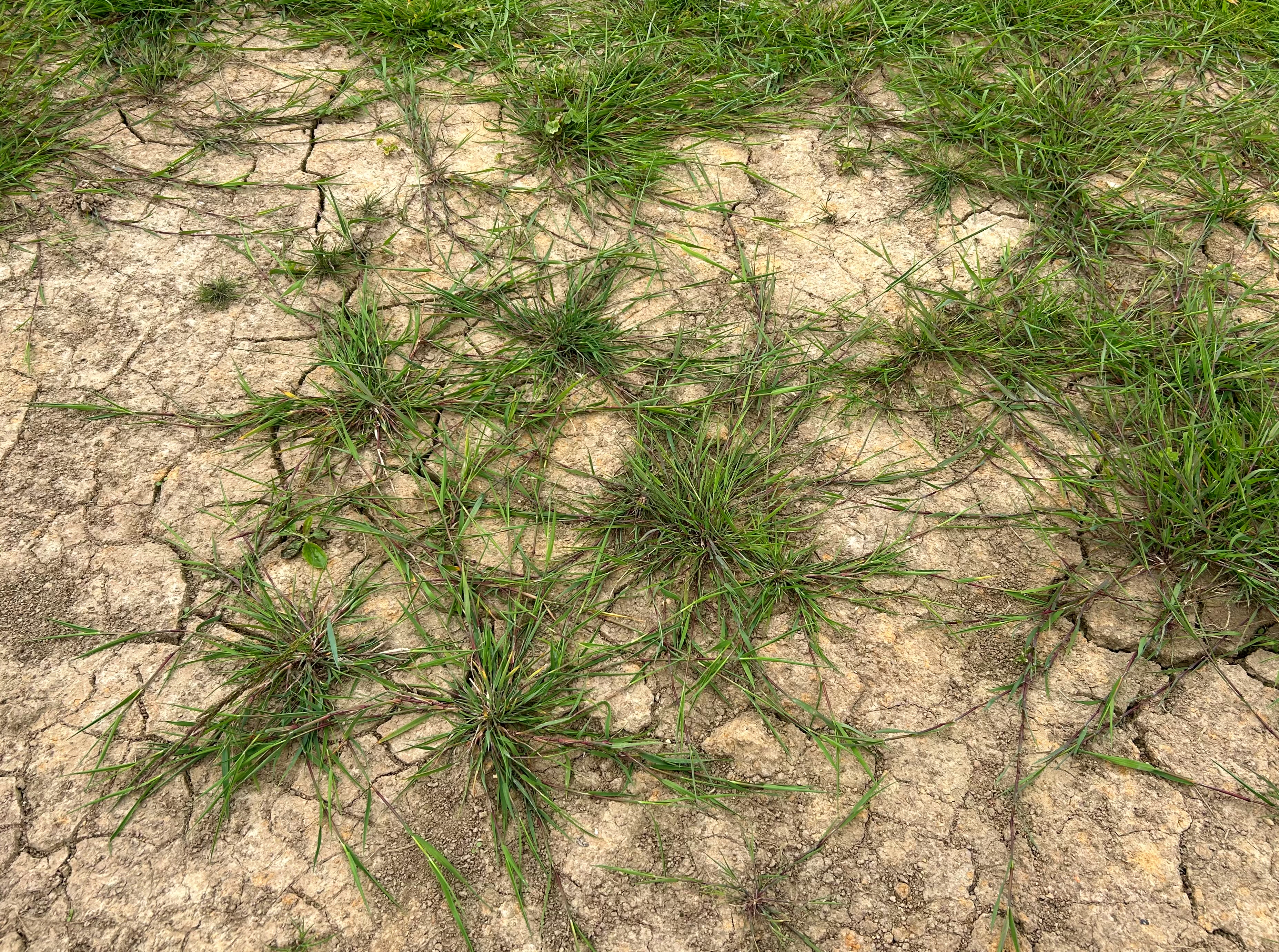
Een open plek waarop fioringras is begonnen om matten te vormen die de vegetatie weer sluiten.
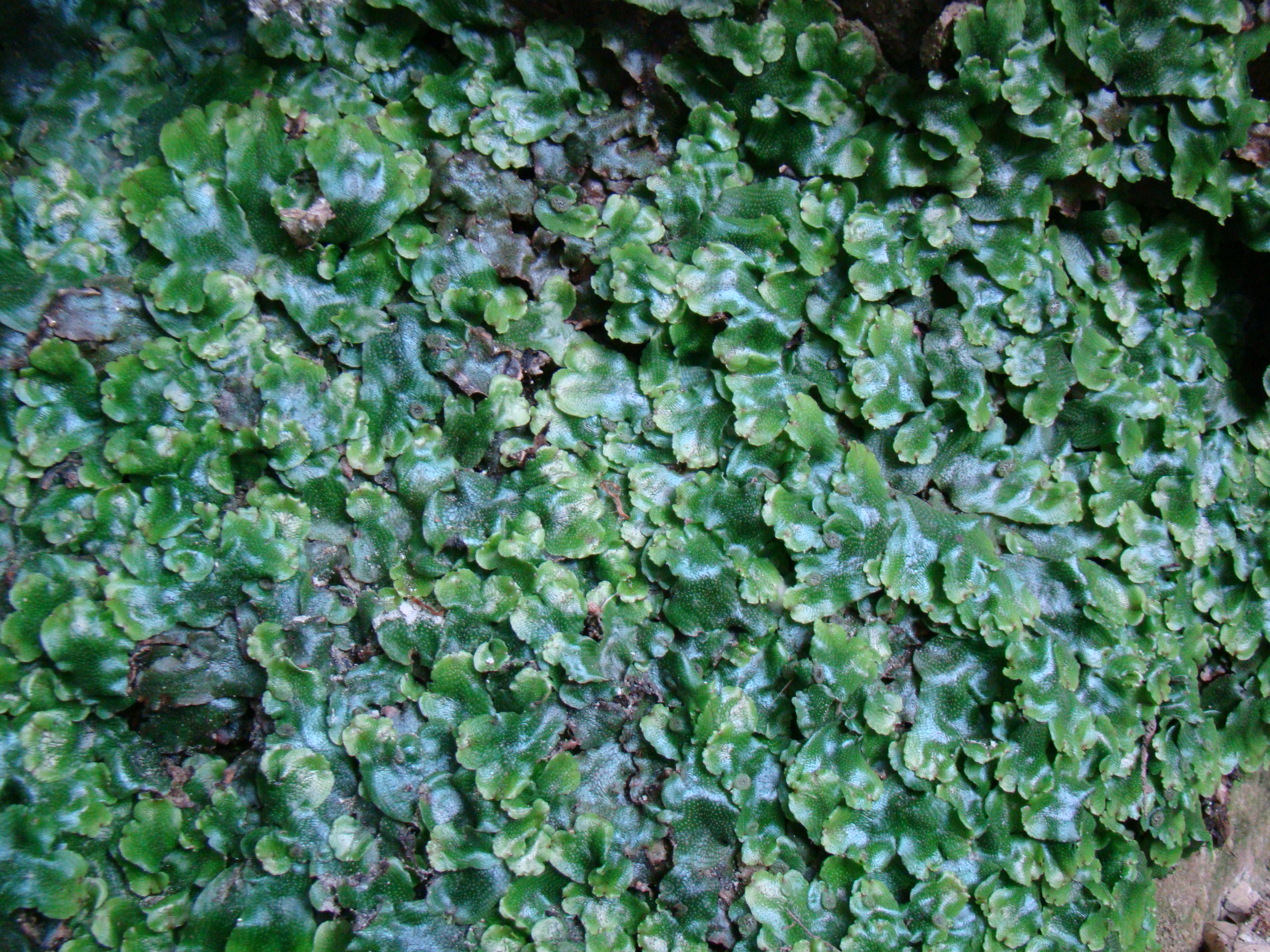
Close-up van een mat van kegelmos.
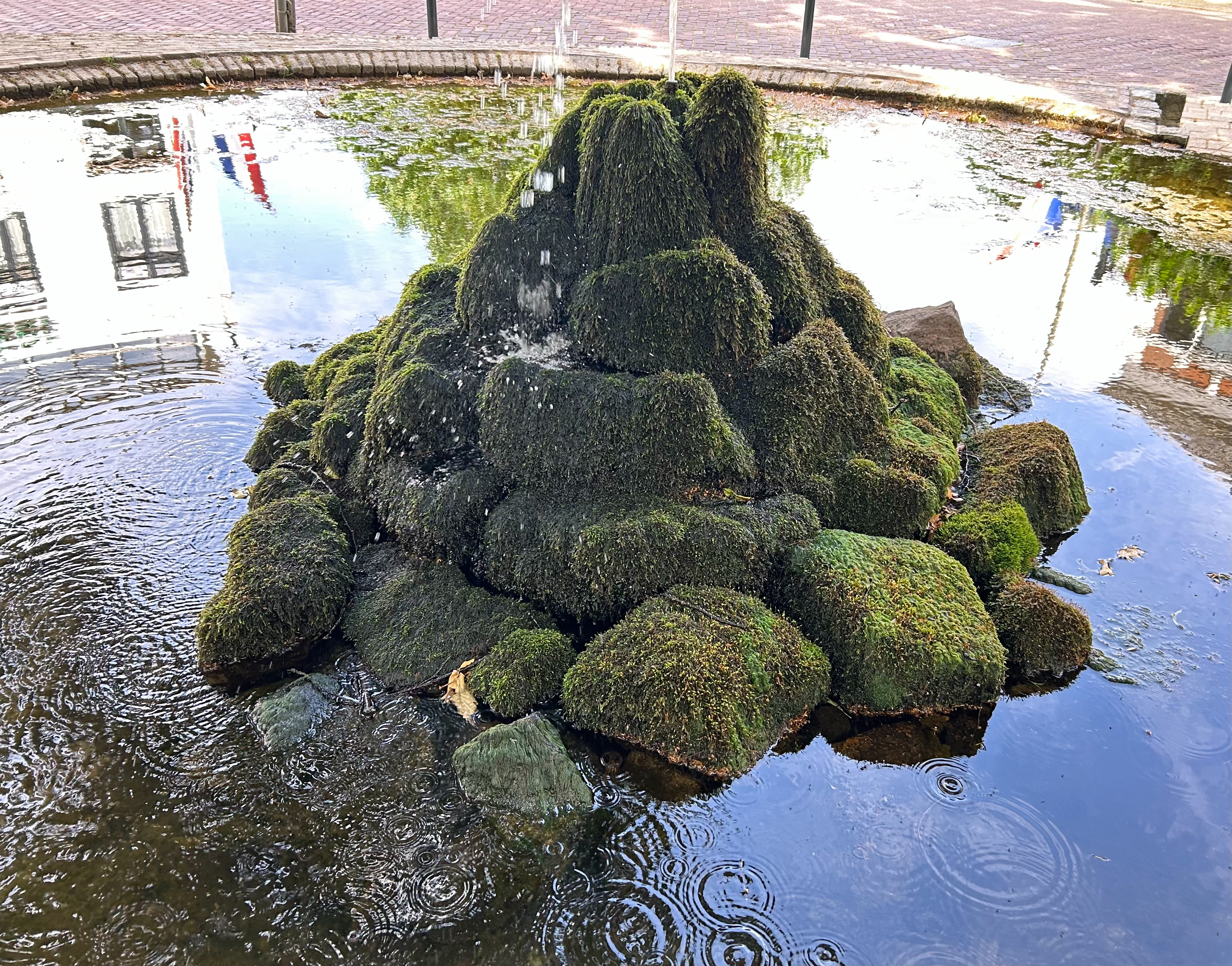
De watervalmos-associatie, een door matvormende mossen gedomineerd vegetatietype.
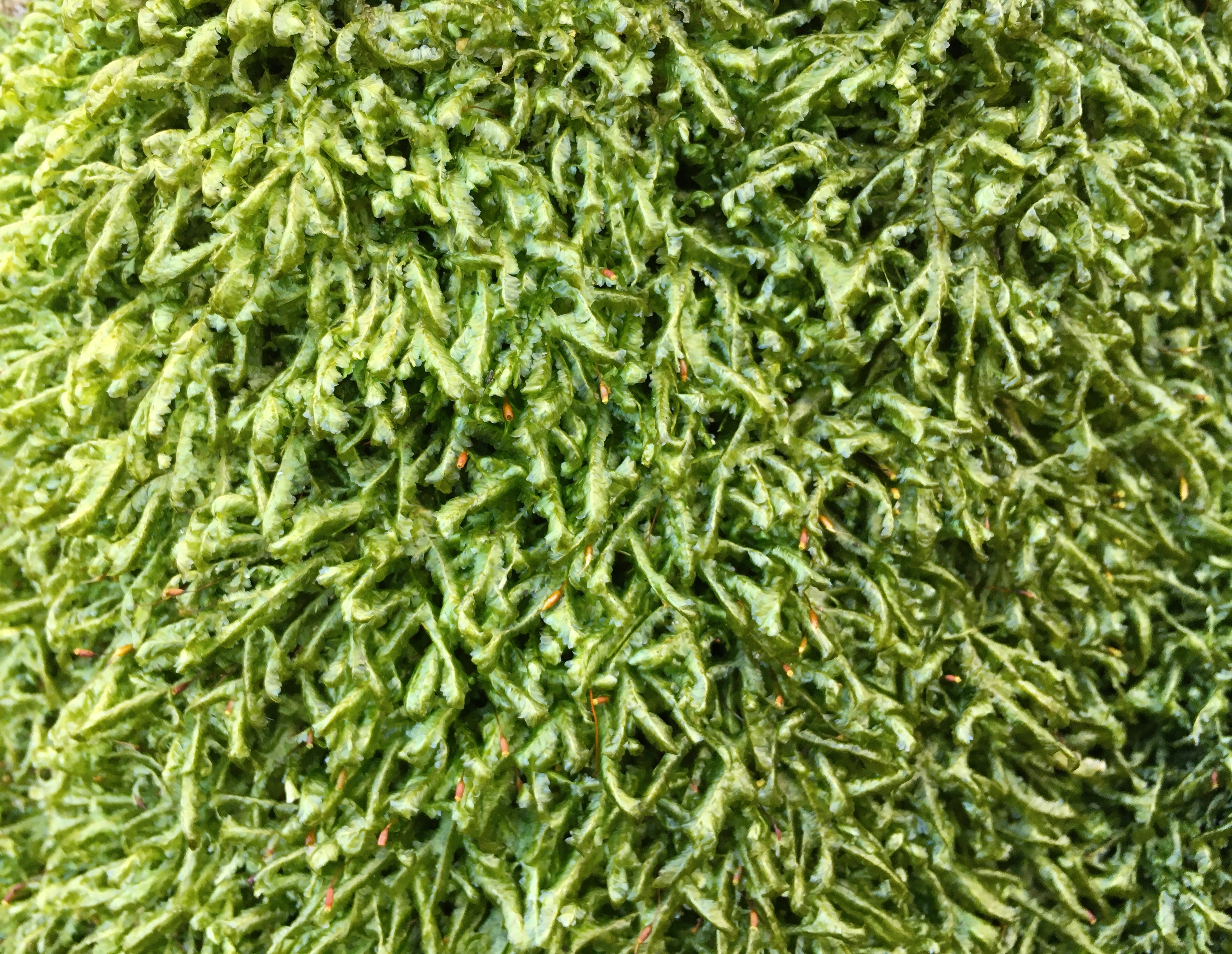
Close-up van een mat van spatelmos.